# フランチェスコ・スフォルツァ
フランチェスコ・スフォルツァ（Francesco Sforza、1401年7月23日 - 1466年3月8日）は、ルネサンス期イタリアの傭兵隊長（コンドッティエーレ）で、スフォルツァ家最初のミラノ公である。

## 生涯

### 生い立ちとナポリでの戦い
フランチェスコは、傭兵隊長ムーツィオ・アッテンドロと、ルチーア・ダ・テルツァーノ（Lucia da Terzano，またはTorgiano, di Torsciano, Terzania）と間に、庶子として生まれた。
フェッラーラのニッコロ3世・デステの宮殿の近くで少年時代を過ごした。1412年12月、11歳の時に父に従いナポリに移り、ナポリ王ラディズラーオ1世によって騎士に叙任され、トリカーリコ伯に封ぜられた。
16歳の時、傭兵隊長アンジェロ・ラヴェッロ（通称タルタリア、Angelo Lavello detto il Tartaglia）と対戦し頭角を現した。
1418年10月23日、ロッサーノにおいてポリッセナ・ルッフォ (Polissena Ruffo) と結婚した。ポリッセナは、カラブリアのモンタルト・ウッフーゴの貴族の娘で、フランス人騎士ジャコモ・デ・マイッリ（Giacomo de Mailly）の未亡人であり、特にコゼンツァにおいて多くの土地を支配していた。1420年にポリッセナはアントニア・ポリッセナ（Antonia Polissena）という娘を産むが、まもなく死んだ。
1424年1月にペスカーラで父が死去すると、フランチェスコは父の遺産を引き継ぎ、4月にはナポリを奪回してアラゴン人（アラゴン王アルフォンソ5世）との戦争を終結させた。

### ミラノにて
1425年、フランチェスコはミラノ公国のフィリッポ・マリーア・ヴィスコンティに仕え始めた。スフォルツァとヴィスコンティの関係はどちらかというと悪い関係で、公は、たとえしなくてはならなくても傭兵隊長の強い個性に耐え切れなかった。いくつかの戦いに勝利したスフォルツァは1428年から1429年の気まぐれな公の好意を待つ間に留まった場所であるモルターラを与えられた。またある時には最良の司令官として公国の危機を救った。その褒美としてフィリッポ・マリーア・ヴィスコンティ公は庶出の娘ビアンカ・マリーアを彼に託した。
1447年にフィリッポ・マリーアが後継ぎを残さずに死ぬと、ミラノ領は共和制の政府が樹立された（アンブロジアーナ黄金共和国）。しかし1450年3月22日（3月25日の説もある）、ミラノを長らく包囲し兵糧攻めを行っていたフランチェスコは、ミラノに入城することに成功した。
都市の近代化や効率的な税制は政府の収入の著しい増大をもたらしたことは、フランチェスコが良い支配者である事を示している。
彼の宮廷は芸術と文化の中心となりミラノ人の間でとても人気となった。
傭兵隊長たちの中には、1452年から1453年にヴェネツィア共和国の将軍となるバルトロメーオ・コッレオーニ（Bartolomeo Colleoni）が参加していた。
コジモ・デ・メーディチとの相互評価と友好関係で、ミラノとフィレンツェは同盟関係にあり、ヴェネツィアとのローディの和の実現をともに成し遂げた。
ニッコロ・マキャヴェッリは『君主論』において、良い政府の例と傭兵隊の使用に対する訓戒として、しばしばフランチェスコを引き合いに出した。

## 署名
フランチェスコ・スフォルツァは決してこの名前での署名はせず、結婚してヴィスコンティの姓を許されるまではフランチェスコスフォルツァ・デッリ・アッテンドリ（Francescosforza degli Attendoli）、その後はフランチェスコスフォルツァ・ヴィスコンティ（Francescosforza Visconti）とした。

## 子女
- 最初に1418年にポリッセナ・ルッフォ（Polissena Ruffo, 1420年死去）と結婚したが、ポリッセナは1女を産んだ後死去した。
  - アントニア・ポリッセナ（1420年）

- 二度目に1441年10月14日にビアンカ・マリーア・ヴィスコンティと結婚し、以下の子女をもうけた。
  - ガレアッツォ・マリーア（Galeazzo Maria, 1444年 - 1476年） - ミラノ公（1466年 - 1476年）
  - イッポーリタ・マリーア（Ippolita Maria, 1446年 - 1484年） - 1465年にナポリ王アルフォンソ2世と結婚。
  - フィリッポ・マリーア（Filippo Maria, 1449年 - 1492年） - コルシカ・パヴィーア伯
  - スフォルツァ・マリーア（Sforza Maria, 1451年 - 1479年） - バーリ公
  - ルドヴィーコ・マリーア（Ludovico Maria, 1452年 - 1508年） - 「イル・モーロ」、ミラノ公（1494年 - 1500年）
  - エリザベッタ・マリーア（Elisabetta Maria, 1453年 - 1472年）
  - アスカーニオ・マリーア（Ascanio Maria，1455年 - 1505年） - パヴィーア司教、枢機卿
  - オッタヴィアーノ・マリーア (Ottaviano Maria 1458年 - 1477年） - ルガーノ伯

- ジョヴァンナ・ダックアペンデンテ（Giovanna d'Acquapendente）との間の庶子
  - トリスターノ（Tristano, 1422年 - 1477年7月11日 ミラノ）
  - ポリッセナ（Polissena, 1428年 - 1449年） - リミニ領主シジスモンド・パンドルフォ・マラテスタ（Sigismondo Malatesta）と結婚、暗殺された。
  - スフォルツァ・セコンド（Sforza Secondo, 1433年 - 1492/3年）
  - ドリュシアナ（Drusiana, 1437年9月30日 - 1474年6月29日） - ヤーコポ・ピッチニーノ (it:Jacopo Piccinino) と1464年8月12日に結婚